# Мансехра (округ)
Мансехра (урду ضلع مانسہرہ‎, англ. Mansehra District) — один из 25 округов пакистанской провинции Хайбер-Пахтунхва. Через округ проходит Каракорумское шоссе.

## История
До распада Британской Индии, округ входил в состав независимого княжества Амб. Наваб Шах княжества, Мухаммад Закир Хан, сыграл большую роль в создании нового мусульманского государства Пакистан. Его деятельность по укреплению государства, была высоко оценена Мухаммадом Али Джинной. В 1947 году посол княжества Амб, Мохаммад Фарид Хан, подписав документ о присоединении княжества к Пакистану. В 1969 году бывшее княжество было включено в провинцию Хайбер-Пахтунхва.
28 января 2011 года — Кала-Дака стал округом. До этого он был техсилом в округе Мансехра.

## Географическое положение
Мансехра граничит с округами: Кохистан, Баттаграмом, Кала-Дака, Бунером, Абботтабад, Харипур и Шангла.

## Население
Согласно переписи населения в 1998 году, в округе проживало 1 152 839 человек, также в округе проживает большое количество беженцев с Афганистана.